# Lagoinha do Piauí
Lagoinha do Piauí là một đô thị thuộc bang Piauí, Brasil. Đô thị này có diện tích 67,507 km², dân số năm 2007 là 2557 người, mật độ 37,88 người/km².